# Gravitációs szingularitás

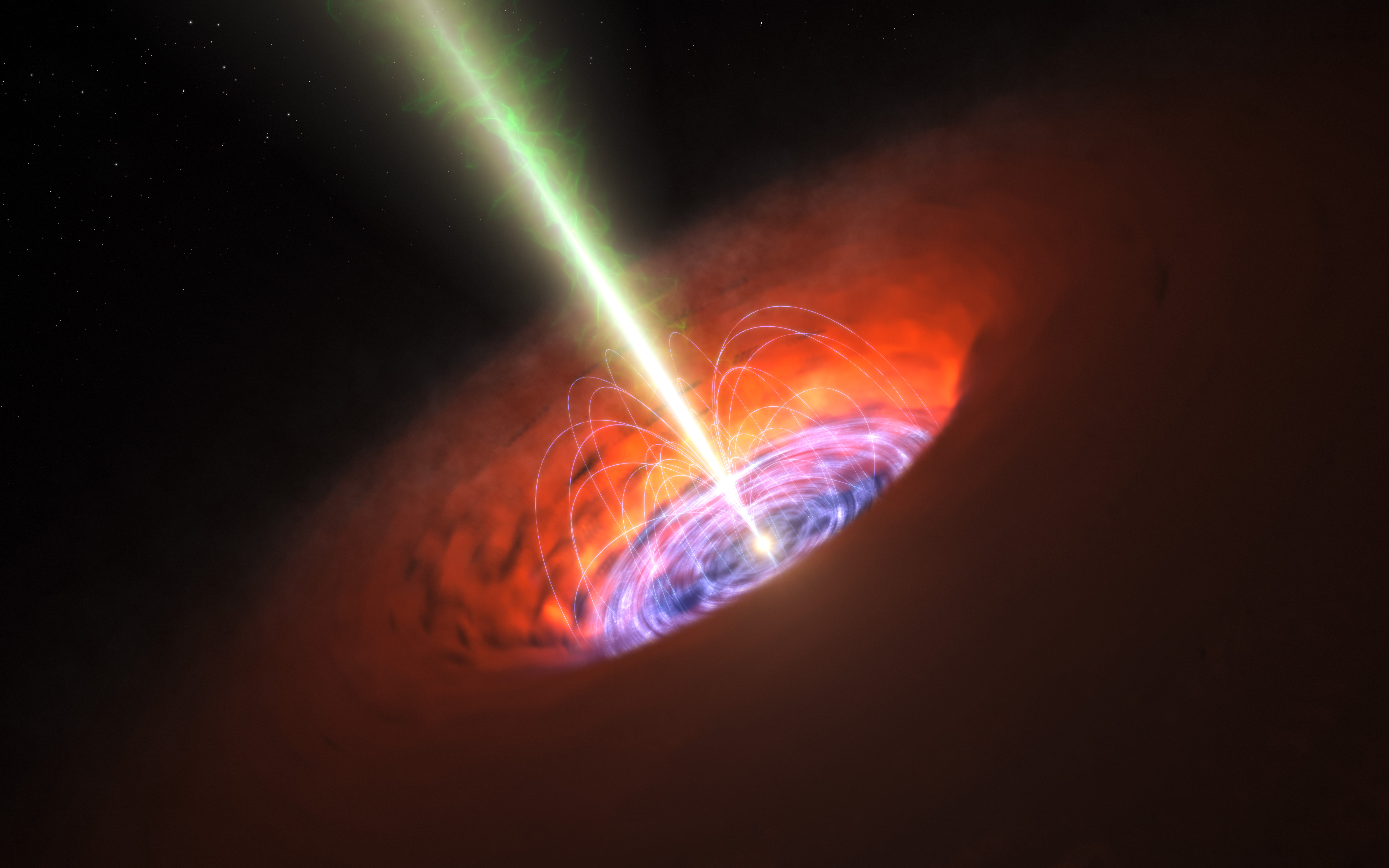
Az általános relativitáselmélet gravitációs szingularitás kialakulását, egyben a téridő végtelen görbületét jósolja a fekete lyuknak is nevezett, extrém nagy tömegű, extrém nagy gravitációjú égitestek közvetlen közelében

Gravitációs szingularitásról akkor beszélünk, amikor a gravitációs mezőt leíró modellben a koordináta-rendszertől függetlenül végtelen mennyiségek jelennek meg. Másképp megfogalmazva: ott lép fel gravitációs szingularitás, ahol a gravitáció egyenletének matematikai szingularitása van.
A szinguláris szó jelentése: egyedi, kivételes, különleges viselkedést vagy szabálytalanságot mutató. A szingularitás egy szinguláris hely.
Az ősrobbanás kozmológiai modellje szerint a világegyetem a születése pillanatában egy gravitációs szingularitást tartalmazott. Az ősrobbanás szingularitásában az említett modell szerint a Világegyetem sűrűsége és a téridő görbülete paradox módon végtelen volt. Mivel azonban az ősrobbanás-elmélet jelenleg még nem tartalmaz kvantumos hatásokat, ezért előrejelzései csak az ősrobbanás pillanata utáni időpillanatban válnak érvényessé.
Az általános relativitáselmélet gravitációs szingularitás kialakulását, egyben a téridő végtelen görbületét jósolja a fekete lyuknak is nevezett, extrém nagy tömegű, extrém nagy gravitációjú égitestek közvetlen közelében. Egy nem forgó, töltés nélküli fekete lyukban a szingularitás egyetlen pontként értelmezhető, amit „pontszingularitásnak” neveznek. Forgó fekete lyukban ez a tartomány egy gyűrű, melyet „gyűrűszingularitásnak” neveznek. A forgó fekete lyukakat gyakran Kerr-féle fekete lyukaknak nevezik.
Az 1990-es évek elejéig általánosan elfogadott volt, hogy az általános relativitáselmélet minden szingularitást eseményhorizont mögé rejt, lehetetlenné téve az úgynevezett csupasz szingularitásokat. Erre úgy hivatkoztak, mint a „kozmikus cenzúra” elve. 1991-ben viszont Shapiro és Teukolsky számítógépes szimulációval megmutatták, hogy egy forgó síkporkorongban létrejöhet csupasz szingularitás. Nem tudjuk biztosan, hogy az eredményeik nem csak a szimulációk kivitelezéséhez szükséges, bizonyos egyszerűsítő feltételezések következményei-e, sem azt, hogy pontosan hogyan nézhetnek ki ezek az objektumok, ha valóban léteznek.
Az 1961-ben közzétett Penrose–Hawking tétel szerint az általános relativitáselméletben az anyag mozgásegyenletének minden megoldásában létezik szingularitás.
Sok fizikus szerint a gravitációs szingularitások „nem fizikaiak”, abban az értelemben, hogy ha a gravitációt és a kvantummechanikát sikeresen egyesítjük egy kvantumgravitációs elméletben, akkor az általános relativitáselmélet által jósolt szingularitásokban a "végtelenek" eltűnnek az elméleteinkből.

## Értelmezés
A fizika számos elméletében matematikai szingularitások fordulnak elő különböző formákban. Ezen fizikai elméletek egyenletei azt jósolják, hogy bizonyos mennyiségek értékei végtelenné válnak vagy korlátlanul növekednek. Ez általában arra utal, hogy az elméletből hiányzik egy kulcsfontosságú elem, ahogyan az ultraibolya katasztrófa, a renormálás vagy a hidrogénatom instabilitása esetében is, amelyet a Larmor-képlet alapján jósoltak meg.
A klasszikus mezőelméletekben – beleértve a speciális relativitáselméletet, de nem az általános relativitáselméletet – egy megoldás szingularitást mutathat a téridő egy adott pontján, ahol bizonyos fizikai tulajdonságok meghatározhatatlanná válnak. Ebben az esetben az idő-tér háttérmezőként szolgál a szingularitás lokalizálására. Az általános relativitáselméletben viszont a szingularitás bonyolultabb, mivel maga az idő-tér válik meghatározhatatlanná, és a szingularitás többé nem része a szokásos téridő-manifoldnak. Így az általános relativitáselméletben a szingularitást nem lehet "hol" vagy "mikor" kérdésekkel definiálni.
Egyes elméletek, mint például a hurokkvantum-gravitáció elmélete, azt sugallják, hogy szingularitások valójában nem létezhetnek. Ez igaz például olyan klasszikus egységes mezőelméletekre is, mint az Einstein–Maxwell–Dirac-egyenletek. Az elgondolás abból áll, hogy a kvantumgravitációs hatások következtében létezhet egy minimális távolság, amely alatt a gravitációs erő már nem növekszik tovább, ahogyan a távolság rövidül, vagy pedig az áthatoló részecskehullámok elfedik a gravitációs hatásokat, amelyek távolabb érzékelhetők lennének.
E filozófiai megközelítés által motiválva nemrégiben kimutatták, hogy ezek az elképzelések megvalósíthatók néhány alapvető konstrukció segítségével, amely az első geometriai axióma – nevezetesen a pont fogalmának – finomításán alapul. Ezt Klein javasolta, aki azt hangsúlyozta, hogy a pontokat egy kis kiterjedésű folttal kell helyettesíteni. Klein programját Born szerint úgy is lehet értelmezni, mint egy matematikai utat, amely természetes bizonytalanságot vezet be minden megfigyelés során, miközben „valós számokkal” ír le egy fizikai helyzetet.

## Típusok
Csak egyfajta szingularitás létezik, mindegyik különböző fizikai jellemzőkkel, amelyek az eredetileg rájuk vonatkozó elméletekhez kapcsolódnak, például a szingularitások különböző formái: kúpos és görbületi szingularitások. Feltételezték azt is, hogy előfordulhatnak eseményhorizontok nélkül – olyan szerkezetek nélkül, amelyek elválasztanak egy téridő-szakaszt egy másiktól, amelyen túl az események nem hathatnak vissza a horizonton túlra; ezeket nevezik "meztelen" szingularitásoknak.

### Kúpos szingularitás
Kúpos szingularitás akkor fordul elő, amikor egy pontban egy diffeomorfizmus-invariáns mennyiség határértéke nem létezik vagy végtelen, amely esetben a téridő nem sima az adott határérték pontjában. Így a téridő úgy néz ki, mint egy kúp, amelynek csúcsa az a pont, ahol a szingularitás található. A metrika végig véges lehet abban a koordinátarendszerben, amelyet használunk.
Példák a kúpos szingularitásokra: kozmikus húrok és Schwarzschild-féle fekete lyuk.

### Görbületi szingularitás
Az általános relativitáselmélet vagy más gravitációs elméletek (például szupergravitáció) egyenleteinek megoldása gyakran vezet olyan pontokhoz, ahol a metrika végtelenné válik. Azonban sok ilyen pont teljesen szabályos, és a végtelenségek pusztán annak az eredményei, hogy helytelen koordinátarendszert használunk. Annak eldöntéséhez, hogy egy adott pontban szingularitás létezik-e, meg kell vizsgálni, hogy a diffeomorfizmus-invariáns mennyiségek (azaz skalárok) végtelenné válnak-e ott. Ezek a mennyiségek minden koordinátarendszerben azonosak, így a végtelenségek nem tűnnek el koordinátarendszer-váltás hatására.
Például a Schwarzschild-megoldás, amely egy forgás nélküli, töltésmentes fekete lyukat ír le, olyan koordinátarendszerekben, amelyek a fekete lyuktól távoli régiók vizsgálatára kényelmesek, végtelenné válik az eseményhorizontnál. Azonban a téridő az eseményhorizontnál szabályos. Ez a szabályosság egy másik koordinátarendszerben (például Kruskal-koordinátákban) nyilvánvalóvá válik, ahol a metrika teljesen sima. Viszont a fekete lyuk közepén, ahol a metrika szintén végtelenné válik, a megoldások arra utalnak, hogy szingularitás létezik. Ennek meglétét a Kretschmann-skálár végtelenné válása igazolja, amely a Riemann-tenzor négyzetét jelenti: {\displaystyle R_{\mu \nu \rho \sigma }R^{\mu \nu \rho \sigma }}, és diffeomorfizmus-invariáns.
Egy forgás nélküli fekete lyukban a szingularitás egyetlen pontban, úgynevezett "pontszingularitásban" jelenik meg. Forgó fekete lyuk, más néven Kerr-fekete lyuk esetén a szingularitás egy gyűrű alakú vonalon fordul elő, amelyet ,,gyűrűszingularitásnak" neveznek. Az ilyen szingularitás elméletileg féreglyukká is alakulhat.
Általánosabban egy téridőt akkor tekintenek szingularisnak, ha geodézikusan hiányos, azaz léteznek olyan szabadon eső részecskék, amelyek mozgása egy véges idő után nem határozható meg, mivel elérik a szingularitást. Például bármely megfigyelő, aki egy forgás nélküli fekete lyuk eseményhorizontján belül tartózkodik, véges időn belül a fekete lyuk közepébe zuhan. A klasszikus Nagy Bumm kozmológiai modellben az univerzum kezdete {\displaystyle (t=0)} okozza az időbeli oksági szingularitást, ahol minden időbeli geodézia nem folytatható a múltba. A hipotetikus {\displaystyle t=0} időpontra visszaextrapolálva az univerzum összes térbeli dimenziója nullaméretűvé válik, végtelen sűrűség, végtelen hőmérséklet és végtelen téridő-görbület mellett.
Meztelen szingularitás
Fő szócikk: Meztelen szingularitás
Az 1990-es évek elejéig széles körben elfogadott nézet volt, hogy az általános relativitáselmélet minden szingularitást egy eseményhorizont mögé rejti, így meztelen szingularitások nem lehetségesek. Ezt nevezzük a kozmikus cenzúra hipotézisének. Azonban 1991-ben Stuart Shapiro és Saul Teukolsky fizikusok számítógépes szimulációkat végeztek egy forgó porlemezzel, amelyek azt jelezték, hogy az általános relativitáselmélet lehetővé teheti a “meztelen” szingularitások létrejöttét. Azonban az, hogy ezek az objektumok pontosan hogyan néznének ki ebben a modellben, ismeretlen. Az sem ismert, hogy a szingularitások továbbra is megjelennének-e, ha a szimulációhoz használt egyszerűsítő feltételezéseket eltávolítanák. Feltételezik azonban, hogy a szingularitásba belépő fény geodézikái hasonló módon megszakadnának, így a meztelen szingularitás egy fekete lyukhoz hasonlóan nézne ki.
Eseményhorizont eltűnése
Az eseményhorizont eltűnését tapasztalhatjuk a Kerr-metrikában – amely egy forgó fekete lyukat ír le vákuumban –, ha a perdület {\displaystyle (J)} elég nagy. A Kerr-metrika Boyer–Lindquist-koordinátákra való átalakításával kimutatható, hogy az eseményhorizont koordinátája (amely nem a sugár) a következő:
{\displaystyle r_{\pm }=\mu \pm {\sqrt {\mu ^{2}-a^{2}}}},
ahol {\displaystyle \mu =GM/c^{2}} és {\displaystyle a=J/Mc}. Ebben az esetben az “eseményhorizontok eltűnése” azt jelenti, hogy a megoldások komplexek az {\displaystyle r_{\pm }} esetén, vagyis {\displaystyle \mu ^{2}<a^{2}}. Ez azonban annak felel meg, amikor {\displaystyle J} > {\displaystyle GM^{2}/c} (Planck-egységekben: {\displaystyle J} > {\displaystyle M^{2}}; azaz a forgás meghaladja a fizikailag lehetséges értékek felső határát.
Hasonlóképpen, az eseményhorizont eltűnését figyelhetjük meg a Reissner–Nordström-geometriában – amely egy töltött fekete lyukat ír le –, ha a töltés {\displaystyle (Q)} elég nagy. Ebben a metrikában kimutatható, hogy a szingularitások az alábbi helyeken fordulnak elő:
{\displaystyle r_{\pm }=\mu \pm {\sqrt {\mu ^{2}-q^{2}}}},
ahol {\displaystyle \mu =GM/c^{2}} és {\displaystyle q^{2}=GQ^{2}/(4\pi \epsilon _{0}c^{4})}. A három lehetséges eset közül {\displaystyle \mu ^{2}<q^{2}} esetén az {\displaystyle r_{\pm }} értékei komplexek lesznek. Ez azt jelenti, hogy a metrika minden pozitív r-értékre szabályos, más szóval a szingularitásnak nincs eseményhorizontja. Ez azonban annak felel meg, hogy {\displaystyle Q/{\sqrt {4\pi \epsilon _{0}}}} meghaladja {\displaystyle M{\sqrt {G}}} értékét (Planck-egységekben: {\displaystyle Q>M}; azaz a töltés meghaladja a fizikailag lehetséges értékek felső határát). Azonban a tényleges asztrofizikai fekete lyukak várhatóan nem rendelkeznek jelentős töltéssel.
Egy fekete lyuk, amely a legkisebb M értékkel rendelkezik a {\displaystyle J} és Q értékeinek megfelelve, az említett határokat elérve, tehát éppen az eseményhorizont elvesztésének küszöbén, extremálisnak nevezzük.

## Entrópia
További információk: Fekete lyuk, Hawking-sugárzás és entrópia
Stephen Hawking Hawking-sugárzás elméletének megalkotása előtt a fekete lyukak entrópiájának kérdését többnyire elkerülték. Hawking elmélete azonban azt mutatja, hogy a fekete lyukak energiát sugároznak ki, ami biztosítja az entrópia megmaradását, és megoldja a termodinamika második törvényével kapcsolatos összeférhetetlenségi problémákat. Az entrópia viszont hőt és ezáltal hőmérsékletet is feltételez. Az energia elvesztése azt is jelenti, hogy a fekete lyukak nem létezhetnek örökké, hanem lassan elpárolognak vagy lebomlanak.
A fekete lyuk hőmérséklete fordítottan arányos a tömegével. Minden ismert fekete lyukjelölt olyan nagy méretű, hogy hőmérsékletük messze a kozmikus háttérsugárzás hőmérséklete alatt van. Ez azt jelenti, hogy ezek a fekete lyukak nettó energianyereségre tesznek szert, mivel elnyelik a háttérsugárzást. Nettó energiaminimumukat csak akkor kezdik elveszíteni, amikor a kozmikus háttér hőmérséklete a saját hőmérsékletük alá csökken. Ez egy több mint egymillió kozmológiai vöröseltolódásnál fog bekövetkezni, szemben a kozmikus háttérsugárzás kialakulása óta eltelt nagyjából ezerszeres vöröseltolódással.